# 深水藍
深水 藍（ふかみ あい）は、2000年にナムコ（後のバンダイナムコゲームス）から発売されたゲームソフト『リッジレーサーV』のイメージガール（イメージキャラクター）である。

## 概要
コンピュータグラフィックスで作成された『リッジレーサーV』のイメージキャラクターで、『リッジレーサー』シリーズ作品のイメージキャラクターとしてオープニングムービーなどに登場していた永瀬麗子に代わり起用された。キャラクターデザインは松尾行恵。『リッジレーサーV』はPlayStation 2のローンチタイトルとして発売され、新たな試みとしてゲーム本体とムービーのシステムの区分けが無く、深水の登場シーンはリアルタイムで処理されている。なお、永瀬と異なり深水が登場するゲームソフトは『リッジレーサーV』のみであり、以降の作品のイメージキャラクターには再び永瀬が起用されている。
当時ナムコでは、深水の活動をゲーム外へも広げることを考えており、2000年6月にはトヨタが販売するカーナビゲーションのための雑誌等の広告に使用する宣伝キャラクターに採用された。広告宣伝キャラクターの活動に際しては、深水はバーチャルアイドルと紹介されている。

## プロフィール
- 生年月日：1979年12月12日
- 星座：へびつかい座
- 血液型：B型
- 出身地：神奈川県
- 職業：モデル
- 身長：168cm
- 体重：49kg
- 3サイズ：B=88・W=58・H=86
- 足のサイズ：24cm
- 特技：世界のカレー作り
- 趣味：写真、スキューバダイビング
- 好きな食べ物：メロン
- 休日の過し方：ドライブ
- 将来の夢：カー・エッセイスト
- 憧れている人：永瀬麗子